# مشاة البحرية الملكية الهولندية
مشاة البحرية الملكية هم مشاة البحرية وحرب برمائية مشاة (عسكرية) المكون من البحرية الملكية الهولندية. يتم تدريب مشاة البحرية للعمل في أي مكان في العالم في جميع البيئات، تحت أي ظرف، وقوة للرد السريع. قوات فيلق Mariniers يمكن نشرها إلى أي مكان في العالم في غضون 48 ساعة. شعارهم هو Qua Patet Orbis ("بقدر ما يمتد العالم").